# Brion James
Brion James, született Brion Howard James (Redlands, 1945. február 20. – Malibu, 1999. augusztus 7.), amerikai színész.
Karakterszínészként többnyire negatív szerepekben tűnt fel. Több mint 150 filmben és televíziós produkcióban játszott, leginkább akciófilmekben. Legfontosabb filmjei közé tartozik a Szárnyas fejvadász (1982), a 48 óra (1982), a Vörös zsaru (1988), a Tango és Cash (1989), a Megint 48 óra (1990) és Az ötödik elem (1997).

## Fiatalkora
A kaliforniai Redlandsben született. Ifjú éveit a kaliforniai Beaumontban töltötte, ahol szülei több mozit is üzemeltettek. Brion James azt mondta: „A történetem olyan, mint a Cinema Paradiso. Kétéves korom óta szinte minden este filmet néztem.”
Miután 1962-ben elvégezte a középiskolát, James a San Diegó-i Állami Egyetem színművészeti karára járt. Az Egyesült Államok hadseregének Nemzeti Gárdájában is szolgált. New Yorkba vándorolva belemerült a színházi életbe, itt-ott kis szerepeket vállalt, majd elkezdett tévé- és mozifilmekben szerepelni.

## Pályafutása
Karrierjében jelentős áttörést a Szárnyas fejvadász című film jelentett. Szinte csak mellékszerepeket vállalt el, karakteres arca miatt általában negatív, antagonista szerepet vagy rendőrt, katonát alakított. Legismertebb szerepei között található a Tango és Cash egyik rosszfiúja és Az ötödik elem tábornoka. Sokat foglalkoztatott karakterszínészként volt olyan év, ahol 14 különböző produkcióban is szerepelt.

## Halála
1999-ben, malibui otthonában szívinfarktust kapott és meghalt. Öt olyan játékfilmben is szerepelt, amelyeket halála után adtak ki. Az utolsó filmje (Phoenix Point) halála után hat évvel (2005) lett bemutatva. Brion Jamest elhamvasztották és hamvait a tengerbe szórták.

## Magánélete
1965-ben feleségül vette Maxine James színésznőt, akitől két gyermeke született, Chester és Craig. 1996-ban elváltak.

## Filmográfia

### Film
Posztumusz megjelenés
| Év   | Magyar cím                                   | Eredeti cím                          | Szerep                     | Magyar hang            |
| ---- | -------------------------------------------- | ------------------------------------ | -------------------------- | ---------------------- |
| 1975 | A nagy bunyós                                | Hard Times                           | ismeretlen szerep          |                        |
| 1976 | Harry és Walter New Yorkba megy              | Harry and Walter Go to New York      | Hayseed                    |                        |
| 1976 | Matecumbe kincse                             | Treasure of Matecumbe                | Roustabout                 |                        |
| 1976 | Dicsőségre ítélve                            | Bound for Glory                      | teherautósofőr             |                        |
| 1976 | Az ötcentes mozi                             | Nickelodeon                          | Bailiff                    |                        |
| 1977 |                                              | Blue Sunshine                        | Tony                       |                        |
| 1978 | Száguldó nyár                                | Corvette Summer                      | Jeff                       |                        |
| 1980 |                                              | Wholly Moses!                        | őr a banketten             |                        |
| 1980 | Jazzénekes                                   | The Jazz Singer                      | férfi a bárban             |                        |
| 1981 | A postás mindig kétszer csenget              | The Postman Always Rings Twice       | Crapshooter                |                        |
| 1981 | A lápvidék harcosai                          | Southern Comfort                     | cajun prémvadász           | Várkonyi András        |
| 1981 |                                              | Soggy Bottom, U.S.A.                 | Defalice                   |                        |
| 1982 | Szárnyas fejvadász                           | Blade Runner                         | Leon Kowalski              | Kránitz Lajos          |
| 1982 | Szárnyas fejvadász                           | Blade Runner                         | Leon Kowalski              | Barbinek Péter         |
| 1982 | Szárnyas fejvadász                           | Blade Runner                         | Leon Kowalski              | Beregi Péter           |
| 1982 | Szárnyas fejvadász                           | Blade Runner                         | Leon Kowalski              | Kardos Róbert          |
| 1982 | 48 óra                                       | 48 Hrs.                              | Ben Kehoe                  | Koroknay Géza          |
| 1982 | 48 óra                                       | 48 Hrs.                              | Ben Kehoe                  | Barbinek Péter         |
| 1982 | Gregorio Cortez balladája                    | The Ballad of Gregorio Cortez        | Rogers kapitány            | Kassai Károly          |
| 1984 | A sólyomszigeti küldetés                     | A Breed Apart                        | Peyton                     | Várkonyi András        |
| 1985 | Bűnözési hullám                              | Crimewave                            | Arthur Coddish             |                        |
| 1985 | Hús és vér                                   | Flesh and Blood                      | Karsthans                  | Sinkovits-Vitay András |
| 1985 | Silverado                                    | Silverado                            | Hobart                     | Gruber Hugó            |
| 1985 | Silverado                                    | Silverado                            | Hobart                     | Wohlmuth István        |
| 1985 | Kedves ellenségem                            | Enemy Mine                           | Stubbs                     | Vass Gábor             |
| 1986 | Fegyvere van, veszélyes                      | Armed and Dangerous                  | Anthony Lazarus            | Háda János             |
| 1986 | Mi jöhet még?                                | Miracles                             | szigetlakó                 |                        |
| 1987 | Puszta acél                                  | Steel Dawn                           | Tark                       | Kránitz Lajos          |
| 1987 | Puszta acél                                  | Steel Dawn                           | Tark                       | Melis Gábor            |
| 1987 | Cherry 2000                                  | Cherry 2000                          | Stacy                      | Soós László            |
| 1987 | Cherry 2000                                  | Cherry 2000                          | Stacy                      | Jámbor József          |
| 1988 |                                              | Dead Man Walking                     | Decker                     |                        |
| 1988 | Holtan érkezett                              | D.O.A.                               | Ulmer nyomozó              | Cs. Németh Lajos       |
| 1988 | A legutolsó cserkész                         | The Wrong Guys                       | Glen Grunski               | Wohlmuth István        |
| 1988 | Vörös zsaru                                  | Red Heat                             | Streak                     | Rajhona Ádám           |
| 1988 | Rémálom délben                               | Nightmare at Noon                    | az albínó                  |                        |
| 1988 | Vörös skorpió                                | Red Scorpion                         | Krasnov kubai őrmester     | Balázsi Gyula          |
| 1988 | Vörös skorpió                                | Red Scorpion                         | Krasnov kubai őrmester     | Varga Tamás            |
| 1989 |                                              | The Horror Show                      | Max Jenke                  |                        |
| 1989 |                                              | Mutator                              | David Allen                |                        |
| 1989 |                                              | Circles in a Forest                  | Mr. Patterson              |                        |
| 1989 | Tango és Cash                                | Tango & Cash                         | Requin                     | Szilágyi Tibor         |
| 1990 | Csak a holttestén keresztül                  | Enid Is Sleeping                     | Trucker                    |                        |
| 1990 |                                              | Street Asylum                        | Reverend Mony              |                        |
| 1990 | Megint 48 óra                                | Another 48 Hrs.                      | Ben Kehoe                  | Márton András          |
| 1990 | Megint 48 óra                                | Another 48 Hrs.                      | Ben Kehoe                  | Barbinek Péter         |
| 1991 |                                              | Mom                                  | Nestor Duvalier            |                        |
| 1991 |                                              | Ultimate Desires                     | Wolfgang Friedman          |                        |
| 1992 | A játékos                                    | The Player                           | Barbinek Péter             |                        |
| 1992 | Kóbor szellem palackot keres                 | Wishman                              | Staten Jack Rose           | Berzsenyi Zoltán       |
| 1992 | Nemesis                                      | Nemesis                              | Maritz                     | Kardos Gábor           |
| 1992 |                                              | Frogtown II                          | Prof. Tanzer               |                        |
| 1993 | Az idő száműzöttje                           | Time Runner                          | Neila                      | Gruber Hugó            |
| 1993 | Agydaráló                                    | Brainsmasher... A Love Story         | Brown                      | Kárpáti Tibor          |
| 1993 | Árral szemben                                | Striking Distance                    | Eddie Eiler nyomozó        | Melis Gábor            |
| 1993 | Árral szemben                                | Striking Distance                    | Eddie Eiler nyomozó        | Barbinek Péter         |
| 1993 | Döntő összecsapás                            | Showdown                             | Kowalski igazgatóhelyettes | Dobránszky Zoltán      |
| 1993 | Odalent a sötétben                           | The Dark                             | Paul Buckner               |                        |
| 1994 | A hajó hülyéje                               | Cabin Boy                            | Teddy                      | Papp János             |
| 1994 |                                              | Future Shock                         | Jack Porter                |                        |
| 1994 | Fuss tovább, Wells!                          | F.T.W.                               | Rudy Morgan seriff         | Jakab Csaba            |
| 1994 | Vad világ                                    | Savage Land                          | Cyrus                      |                        |
| 1994 |                                              | Art Deco Detective                   | Jim Wexler                 |                        |
| 1994 | Gyilkosság egyenes adásban                   | Radioland Murders                    | Bernie King                |                        |
| 1994 | Gyengéd gyilkosság                           | The Soft Kill                        | Ben McCarthy               |                        |
| 1994 | Scanner Cop – A zsaru, aki előtt nincs titok | Scanner Cop                          | Dr. Hampton                | Velenczey István       |
| 1994 | Hong Kong ’97                                | Hong Kong ’97                        | Simon Alexander            | Velenczey István       |
| 1995 | Pergőtűz                                     | Spitfire                             | kemény fickó               |                        |
| 1995 |                                              | The Nature of the Beast              | Gordon                     |                        |
| 1995 | Acélhatár                                    | Steel Frontier                       | J.W. Quantrell ezredes     | Papp János             |
| 1995 | Útvesztő                                     | Dominion                             | Lynwood                    | Barbinek Péter         |
| 1995 | Cyberjack                                    | Cyberjack                            | Nassim                     | Beregi Péter           |
| 1995 | Szex, hazugság, gyilkosság                   | Indecent Behavior III                | Mr. Cowed                  |                        |
| 1996 | Az univerzum kincse                          | Precious Find                        | Sam Horton                 | Szersén Gyula          |
| 1996 |                                              | American Strays                      | Oris                       |                        |
| 1996 |                                              | Evil Obsession                       | Stavinski                  |                        |
| 1996 |                                              | Billy Lone Bear                      | Walsh                      |                        |
| 1997 |                                              | The Killing Jar                      | Dr. Vincent Garret         |                        |
| 1997 | Drogvadászok                                 | Back in Business                     | Emery Ryker                | Beregi Péter           |
| 1997 | Az ötödik elem                               | The Fifth Element                    | Munro tábornok             | Láng József            |
| 1997 |                                              | Snide and Prejudice                  | Hermann Göring             |                        |
| 1997 |                                              | The Setting Son                      | Junior                     |                        |
| 1997 |                                              | Pterodactyl Woman from Beverly Hills | Salvador Dalí / Sam        |                        |
| 1997 | Alvilági hajsza                              | The Underground                      | Hilton kapitány            |                        |
| 1997 | Bombasztori                                  | Bombshell                            | Donald                     |                        |
| 1998 |                                              | Jekyll Island                        | Lawton Goodyear            |                        |
| 1998 | Szürke farkasok                              | Deadly Ransom                        | Bobby Rico                 | Barbinek Péter         |
| 1998 | Isten kezében                                | In God's Hands                       | Kapitány                   |                        |
| 1998 |                                              | Border to Border                     | Card Shark                 |                        |
| 1998 |                                              | Heist                                | Caz                        |                        |
| 1998 | Rekviem egy nyomozóért                       | Brown's Requiem                      | Cathcart                   |                        |
| 1998 |                                              | Kai Rabe gegen die Vatikankiller     | Mönch                      |                        |
| 1998 |                                              | Joseph's Gift                        | Frank Childress            |                        |
| 1998 |                                              | Black Sea 213                        | Killick kapitány           |                        |
| 1998 |                                              | A Place Called Truth                 | Hank                       |                        |
| 1999 |                                              | Malevolence                          | Walker börtönigazgató      |                        |
| 1999 |                                              | Foolish                              | Ruben Reyes                |                        |
| 1999 | Követségi hadszíntér                         | Diplomatic Siege                     | Stubbs                     |                        |
| 1999 |                                              | Dirt Merchant                        | Harry Ball nyomozó         |                        |
| 2000 | Viszlát, szerelmem                           | Farewell, My Love                    | Renault                    |                        |
| 2000 |                                              | The Operator                         | Vernon Woods               |                        |
| 2000 | A király él                                  | The King Is Alive                    | Ashley                     | Varga Tamás            |
| 2000 |                                              | The Thief & the Stripper             | Shoe                       |                        |
| 2005 |                                              | Phoenix Point                        | Spider Rico                |                        |

### Televízió
Tévéfilmek
| Év   | Magyar cím                         | Eredeti cím                          | Szerep              | Magyar hang      |
| ---- | ---------------------------------- | ------------------------------------ | ------------------- | ---------------- |
| 1975 |                                    | The Kansas City Massacre             | Homer Van Meter     |                  |
| 1978 |                                    | Kiss Meets the Phantom of the Park   | biztonsági őr       |                  |
| 1981 | Ördögszoros                        | Killing at Hell's Gate               | Turkey              |                  |
| 1982 |                                    | Hear No Evil                         | Billy Boy Burns     |                  |
| 1983 | A nagy hazárdőr 2.                 | The Gambler: The Adventure Continues | Reece               |                  |
| 1986 |                                    | Annihilator                          | Idegenek vezetője   |                  |
| 1987 | Tolvajrománc                       | Love Among Thieves                   | Andre               |                  |
| 1992 | Overkill: Aileen Wuornos története | Overkill: The Aileen Wuornos Story   | Bruce Munster       |                  |
| 1993 | Rio Diablo – Az Ördögfolyó         | Rio Diablo                           | Jake Walker         | Cs. Németh Lajos |
| 1993 |                                    | Precious Victims                     | Jimmy Bivens ügynök |                  |
| 1994 | Knight Rider 2010                  | Knight Rider 2010                    | Jared               | Szersén Gyula    |
| 1994 | A tökéletes testőr                 | The Companion                        | Ron Cocheran        | Barbinek Péter   |
| 1995 | Gyilkosság nagyvonalakban 2.       | Sketch Artist II: Hands That See     | Larry Walker        | Csurka László    |
| 1995 | Gyilkosság nagyvonalakban 2.       | Sketch Artist II: Hands That See     | Larry Walker        | Kertész Péter    |
| 1996 | Csillagközi terror                 | Assault on Dome 4                    | Chairman            | Konrád Antal     |
| 1998 | Men in White – Tiszta zsaruk       | Men in White                         | generális           |                  |
| 1998 | Artúr király legendája             | Arthur's Quest                       | Trent               |                  |

Sorozatok
| Év        | Magyar cím                  | Eredeti cím                   | Szerep                                | Megjegyzések                                 |
| --------- | --------------------------- | ----------------------------- | ------------------------------------- | -------------------------------------------- |
| 1974      |                             | The Waltons                   | Henry Ferris Jr.                      | 1 epizód                                     |
| 1975      |                             | Gunsmoke                      | Joe Barnes                            | 1 epizód                                     |
| 1977      | Gyökerek                    | Roots                         | rabszolgatartó                        | minisorozat (1 epizód)                       |
| 1977      | Rockford nyomoz             | The Rockford Files            | Clamshell                             | 1 epizód                                     |
| 1978      |                             | The Incredible Hulk           | Al                                    | 1 epizód                                     |
| 1978      | Egy úr az űrből             | Mork & Mindy                  | George                                | 1 epizód                                     |
| 1978      |                             | Chico and the Man             | Hog                                   | 1 epizód                                     |
| 1979      |                             | B. J. and the Bear            | robbantó / járőr                      | 2 epizód                                     |
| 1979–1981 |                             | CHiPs                         | Ackerman / Monk                       | 3 epizód                                     |
| 1980      |                             | Galactica 1980                | Willy                                 | 1 epizód                                     |
| 1980      |                             | The Jeffersons                | Dirty Dog                             | 1 epizód                                     |
| 1980      |                             | When the Whistle Blows        | Al Davis                              | 1 epizód                                     |
| 1981      |                             | Benson                        | baltás ember                          | 1 epizód                                     |
| 1982      | A farm, ahol élünk          | Little House on the Prairie   | Amos                                  | 1 epizód                                     |
| 1982      |                             | Quincy, M.E.                  | Henry Muller                          | 1 epizód                                     |
| 1982      |                             | American Playhouse            | Rogers kapitány                       | 1 epizód                                     |
| 1982–1984 | Hazárd megye lordjai        | The Dukes of Hazzard          | Slater kapitány / Jenkins             | 2 epizód                                     |
| 1983–1985 | A szupercsapat              | The A-Team                    | David Plout / Ryder                   | 2 epizód                                     |
| 1985      |                             | The Fall Guy                  | ismeretlen szerep                     | 1 epizód                                     |
| 1985      |                             | Amazing Stories               | Willie Joe                            | 1 epizód                                     |
| 1986      | Dinasztia                   | Dynasty                       | Hawkins                               | 2 epizód                                     |
| 1986–1988 |                             | Sledge Hammer!                | Don Merrill / Felix Ridel             | 2 epizód                                     |
| 1987      |                             | Matlock                       | Mr. Grock                             | 1 epizód                                     |
| 1987      |                             | The Hitchhiker                | Lionel                                | 1 epizód                                     |
| 1988      | Miami Vice                  | Miami Vice                    | Edward Reese                          | - 1 epizód - magyar hangja: - Barbinek Péter |
| 1988      |                             | Webster                       | Dirty Ned                             | 1 epizód                                     |
| 1988–1991 |                             | Hunter                        | Thomas Duffy / Jeff Wadsworth hadnagy | 2 epizód                                     |
| 1991      | Mesék a kriptából           | Tales from the Crypt          | Steve Dixon                           | 1 epizód                                     |
| 1992–1993 | Batman: A rajzfilmsorozat   | Batman: The Animated Series   | Irving (hangja)                       | 2 epizód                                     |
| 1993      | Renegade – A fejvadász      | Renegade                      | Eli Starke                            | 1 epizód                                     |
| 1993      |                             | Johnny Bago                   | Tommy Testarone                       | 1 epizód                                     |
| 1994      | Drága testek                | Silk Stalkings                | Rupert Tarlow                         | 1 epizód                                     |
| 1994      |                             | M.A.N.T.I.S.                  | Solomon Box                           | 1 epizód                                     |
| 1994      | Hegylakó                    | Highlander: The Series        | Armand Thorne                         | - 1 epizód - magyar hangja: - Dózsa László   |
| 1995      |                             | The Marshal                   | Ollie Mathers                         | 1 epizód                                     |
| 1996      | Éledő bosszú                | The Lazarus Man               | Tom Halloran                          | 2 epizód                                     |
| 1996      | Jaj, a szörnyek!            | Aaahh!!! Real Monsters        | Big Orderly / Chimera (hangja)        | 2 epizód                                     |
| 1996–1997 | Superman: A rajzfilmsorozat | Superman: The Animated Series | Rudy Jones / Parasite (hangja)        | - 3 epizód - magyar hangja: - Galambos Péter |
| 1997      | Walker, a texasi kopó       | Walker, Texas Ranger          | Rafer Cobb                            | 2 epizód                                     |
| 1997–1999 | Spawn                       | Todd McFarlane's Spawn        | több szereplő hangja                  | 6 epizód                                     |
| 1998      | Millennium                  | Millennium                    | Bowman seriff                         | 1 epizód                                     |
| 1998      | Sentinel – Az őrszem        | Sentinel                      | Warren Chapel                         | 1 epizód                                     |
| 1998      | Sötét zsaruk                | Men in Black: The Series      | Drekk (hangja)                        | 2 epizód                                     |
| 1998–1999 | A hét mesterlövész          | The Magnificent Seven         | Stuart James                          | - 2 epizód - magyar hangja: - Izsóf Vilmos   |

### Videójátékok
| Év   | Cím          | Szerep                |
| ---- | ------------ | --------------------- |
| 1997 | Blade Runner | Leon Kowalski         |
| 1999 | Superman 64  | Rudy Jones / Parasite |

## Fordítás
- Ez a szócikk részben vagy egészben  a   Bion James című angol Wikipédia-szócikk fordításán alapul.  Az eredeti cikk szerkesztőit annak laptörténete sorolja fel. Ez a jelzés csupán a megfogalmazás eredetét és a szerzői jogokat jelzi, nem szolgál a cikkben szereplő információk forrásmegjelöléseként.